# Zip (entreprise)
 (mars 2022).
Pour les articles homonymes, voir Zip.

logo de l'entreprise

Zip est une entreprise australienne de paiement électronique.

## Histoire
En février 2022, Zip annonce l'acquisition de Sezzle, une entreprise australienne de paiement différé, pour 491 millions de dollars australiens.